# 穆拉希夫卡
47°14′50″N 33°1′36″E / 47.24722°N 33.02667°E
穆拉希夫卡（烏克蘭語：Мурахівка），是烏克蘭南部的村莊，隸屬尼古拉耶夫州的巴什坦卡區。該村面積1.01平方公里，海拔高度59米，2001年人口879，人口密度每平方公里870.3人。